# Charles-Polydore Forget
Ne doit pas être confondu avec Charles Forget.
Pour les articles homonymes, voir Forget.
Charles-Polydore Forget, né à Saintes le 15 juillet 1800 et mort à Strasbourg le 19 mars 1861, est un chirurgien de marine français et professeur de pathologie et clinique médicale à la Faculté de médecine de Strasbourg entre 1835 et 1861.

## Biographie
Il perd sa mère à sa naissance puis, à l'âge de dix ans, son père alors préfet de collège à l'école Sainte Barbe de Paris. Dès dix-neuf ans, il intègre l'École de médecine navale de Rochefort. Nommé élevé chirurgien quinze mois après (avril 1820), il embarque sur la frégate L'Antigone aux Antilles de 1820 à 1822. Il est nommé chirurgien de 3e classe en mars 1822. Il passe alors sur la corvette Le Tarn puis sur La Brestoise et sur La Magicienne (1823) lors de l' expédition d'Espagne, où il assiste au blocus et au bombardement de Cadix.
Chirurgien de 2e classe en mai 1824, il est sur L'Alsacienne cette année-là puis embarque sur La Gironde à Rochefort et enfin sur Le Volcan dans une campagne en Méditerranée (1826-1827). Il prend part au blocus maritime d'Alger.
En avril 1828, il démissionne pour passer sa thèse en médecine intitulée Précis des influences de la navigation sur le physique et le moral de l’homme (29 juillet 1829) et obtient en 1832 l’agrégation à la faculté de Paris où il est le disciple de Broussais, avec une thèse en latin: (la)An hepatis inflammationibus certa signa ? Anpost mortem laesiones propriae ?.
Directeur de publication de la Revue Transactions médicales (1830-1833), il est nommé en 1835 professeur à la faculté de Strasbourg en succession de Jean Lobstein. Il se consacre alors à l'écriture d'une œuvre considérable touchant à la fois à la médecine et à la philosophie. Il est membre de la Société anatomique de Paris et de l'Académie de médecine (1836-1861).

## Œuvres et publications
On lui doit de nombreux articles publiés, entre autres, dans L'Union médicale, ainsi que :
- Précis des influences de la navigation sur le physique et le moral de l'homme, 1828, Texte intégral.
- Médecine navale ou Nouveaux éléments d'hygiène, de pathologie et de thérapeutique médico-chirurgicales, à l'usage des officiers de santé de la marine de l'Etat et du commerce , J. B. Baillière (Paris), 1832.
- Influence de la médecine sur le développement et le bien-être de l'humanité, 1836.
- Traité de l'entérite folliculeuse (fièvre typhoïde), Baillière (Paris), 1841, Texte intégral.
- Clinique médicale de la Faculté de Strasbourg, du 1er juillet 1841 au 1er juillet 1842, Derivaux (Strasbourg), 1842,lire en ligne sur Gallica.
- Des Obstacles aux progrès de la thérapeutique positive, Derivaux (Strasbourg), 1842, lire en ligne sur Gallica.
- Examen de la doctrine des constitutions épidémiques [mémoire lu à la Société de médecine de Strasbourg], Derivaux (Strasbourg), 1843, lire en ligne sur Gallica.
- Programme du cours de philosophie médicale, professé à la Faculté de Strasbourg en 1844-45, J.-B. Baillière (Paris), 1845, lire en ligne sur Gallica.
- Des devoirs du médecin, 1849.
- Précis des maladies du cœur, des vaisseaux et du sang, Berger-Levrault et fils (Strasbourg), C. Reinwald (Paris), 1851, lire en ligne sur Gallica.
- Doctrine des éléments basée sur les exigences de la pratique, impr. de G. Silbermann (Strasbourg), 1852, lire en ligne sur Gallica.
- Journée de l'étudiant, Derivaux (Strasbourg), 1852, lire en ligne sur Gallica.
- Examen de l'aphorisme : naturam morborum ostendunt curationes  impr. de F. Malteste (Paris), 1853, lire en ligne sur Gallica.
- De la Statistique appliquée à la thérapeutique, impr. de G. Silbermann (Strasbourg), 1854, lire en ligne sur Gallica.
- Aperçu clinique sur la phtisie calculeuse primitive (non tuberculeuse), impr. de F. Malteste (Paris),lire en ligne sur Gallica.
- Examen de l'aphorisme sublata causa tollitur effectus , impr. de F. Malteste (Paris), 1854, lire en ligne sur Gallica.
- De l'Utilité des observations météorologiques, impr. de F. Malteste (Paris), 1854, lire en ligne sur Gallica.
- De la Généralité et de l'unité de la maladie, impr. de F. Malteste (Paris), 1856, lire en ligne sur Gallica.
- Lettre à la Société de médecine des hôpitaux de Paris sur les maladies du coeur, Berger-Levrault et fils (Paris), 1856, lire en ligne sur Gallica.
- De l'Alimentation continue, supplément à l’œuvre hippocratique du régime dans les maladies aiguës ,lire en ligne sur Gallica.
- Etudes cliniques sur les erreurs en médecine, Impr. Thunot, 1859.
- Principes de thérapeutique générale et spéciale, 1860, Texte intégral.
- L'Inflammation et la saignée, impr. de G. Silbermann (Strasbourg), 1860,lire en ligne sur Gallica.